# The Best of Chris Rea
The Best of Chris Rea è un album discografico di raccolta del musicista britannico Chris Rea, pubblicato nel 1994.

## Tracce
1. The Road to Hell (Part 2) - 4:32
2. Josephine - 4:34
3. Let's Dance - 4:17
4. Fool (If You Think It's Over) - 4:07
5. Auberge - 4:45
6. Julia - 3:56
7. Stainsby Girls - 4:08
8. If You Were Me (duetto con Elton John) - 4:23
9. On the Beach - 6:51
10. Looking for the Summer - 5:02
11. I Can Hear Your Heartbeat - 3:26
12. You Can Go Your Own Way - 3:57
13. God's Great Banana Skin - 4:19
14. Winter Song - 4:32
15. Gone Fishing - 4:42
16. Tell Me There's a Heaven - 6:02
17. Three Little Green Candles - 3:42